# Свято Козацької слави

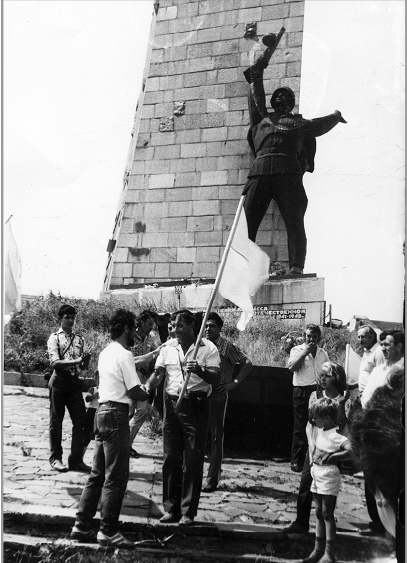
Свято Козацької Слави на Савур Могилі (кордон Луганської та Донецької області), 1991 р.

Свято Козацької Слави в м. Селідове, Донецька область.

Свято Козацької слави — свято вшанування пам'яті Українського Козацтва.
Започатковане у 1990 р. відзначенням 500-ліття Запорозького козацтва. Відзначення відбувалося у Дніпропетровській та Запорізькій областях 1-5 серпня. Свято Козацької слави має всенародний характер. Загальна кількість учасників святкування у 1990 р. за різними оцінками становила від 300 до 500 тис. чол. Численні делегації були від усіх областей України включно з Кримською.
У 1991 р. Свято Козацької слави знову відбулося, хоча й не таке масштабне біля села Капулівка на березі затоки Каховського водосховища. Разом з тим, по різних областях України пройшли регіональні патріотино-історичні просвітницькі походи-рейди «Козацькими шляхами».
З того часу кожен рік біля села Капулівка на березі затоки Каховського водосховища, біля Могили-кургану Пам'яті, могили Івана Сірка козацькі організації України проводять вшанування козаців-лицарів.